# Riccardo Visconti
Riccardo Visconti (Torino, 8 ottobre 1998) è un cestista italiano.

## Carriera
Ha iniziato a giocare a basket all'età di quattro anni, crescendo nei settori giovanili di Kolbe Torino, L.A San Mauro Basket e Don Bosco Crocetta.
Nel settembre del 2013 approda alla Reyer Venezia, con cui esordisce in Serie A il 19 aprile 2015, in occasione della partita vinta per 90-80 contro Trento.
Nella stagione successiva vince il campionato italiano Under 18 a Pordenone e mette a segno i primi punti in Serie A  nella sua città natale contro l'Auxilium Torino.
Il 30 luglio 2016 firma un contratto quinquennale con la società orogranata, entrando così in maniera stabile nel roster della prima squadra.
Durante i playoff della stagione 2016-2017 si è diplomato all'istituto tecnico industriale "Antonio Pacinotti"
La società campione d’Italia lo gira in prestito in Legadue dapprima a Verona nel 2017/18 e successivamente a Mantova per le ultime due stagioni sportive.
Con gli Stings Mantova il suo impatto nella Lega A2 cresce sensibilmente, dai 10,9 punti di media alla prima annata, ai 16,6 punti di media e 43% da tre ai play-off promozione nel 2018-19.
Nella stagione 2019-20 si è rivelato uno dei migliori giovani del campionato, onorando al meglio la Supercoppa LNP con 16.3 punti e 60% da 2 in tre gare disputate. In regular season spiccano i suoi 10.9 punti e 3.4 rimbalzi trascinando Mantova al terzo posto in classifica nel girone Est di A2, prima della nota sospensione dei campionati professionistici.
Il 21 luglio 2020 firma un contratto biennale con la squadra di Happy Casa Brindisi in A1 
Il 30 giugno 2022 firma un accordo biennale con la Victoria Libertas Pallacanestro di Pesaro., sempre in serie A1.
Il 20 luglio 2024 firma con la  Virtus Bologna. 
Il 10 gennaio 2025 nella partita vinta contro il  Baskonia esordisce in Eurolega.
Il 31 gennaio segna i suoi primi punti in Eurolega, segnando una tripla contro il Fenerbahçe.
Il 24 marzo 2025 risolve il suo contratto con la Virtus Bologna e firma in Spagna al Coviran Granada nella Liga Endesa.

## Statistiche
| Stagione        | Squadra              | Competizione    | Partite | Partite | Partite | Statistiche tiro | Statistiche tiro | Statistiche tiro | Altre statistiche | Altre statistiche | Altre statistiche | Altre statistiche | Altre statistiche |
| Stagione        | Squadra              | Competizione    | Pres.   | Titol.  | Minuti  | Tiri da 2        | Tiri da 3        | Liberi           | Rimb.             | Assist            | Rubate            | Stopp.            | Punti             |
| --------------- | -------------------- | --------------- | ------- | ------- | ------- | ---------------- | ---------------- | ---------------- | ----------------- | ----------------- | ----------------- | ----------------- | ----------------- |
| 2014-2015       | Reyer Venezia Mestre | Serie A         | 2       | 0       | 2       | 0/0              | 0/3              | 0/2              | 0                 | 1                 | 0                 | 0                 | 0                 |
| 2015-2016       | Reyer Venezia Mestre | Serie A         | 3       | 0       | 3       | 0/0              | 2/2              | 0/0              | 1                 | 0                 | 1                 | 0                 | 6                 |
| 2016-2017       | Reyer Venezia Mestre | Serie A         | 8       | 0       | 19      | 0/2              | 1/2              | 0/0              | 3                 | 1                 | 0                 | 0                 | 3                 |
| Totale carriera | Totale carriera      | Totale carriera | 13      | 0       | 24      | 0/2              | 3/7              | 0/2              | 4                 | 2                 | 1                 | 0                 | 9                 |

### Cronologia presenze e punti in Nazionale
| Cronologia completa delle presenze e dei punti in Nazionale - Italia | Cronologia completa delle presenze e dei punti in Nazionale - Italia | Cronologia completa delle presenze e dei punti in Nazionale - Italia | Cronologia completa delle presenze e dei punti in Nazionale - Italia | Cronologia completa delle presenze e dei punti in Nazionale - Italia | Cronologia completa delle presenze e dei punti in Nazionale - Italia | Cronologia completa delle presenze e dei punti in Nazionale - Italia | Cronologia completa delle presenze e dei punti in Nazionale - Italia |
| Data                                                                 | Città                                                                | In casa                                                              | Risultato                                                            | Ospiti                                                               | Competizione                                                         | Punti                                                                | Note                                                                 |
| -------------------------------------------------------------------- | -------------------------------------------------------------------- | -------------------------------------------------------------------- | -------------------------------------------------------------------- | -------------------------------------------------------------------- | -------------------------------------------------------------------- | -------------------------------------------------------------------- | -------------------------------------------------------------------- |
| 23/02/2023                                                           | Livorno                                                              | Italia                                                               | 85 - 75                                                              | Ucraina                                                              | Qual. Mondiali 2023                                                  | 7                                                                    | [ 7 ]                                                                |
| 26/02/2023                                                           | Cáceres                                                              | Spagna                                                               | 68 - 72                                                              | Italia                                                               | Qual. Mondiali 2023                                                  | 6                                                                    | [ 8 ]                                                                |
| 04/08/2023                                                           | Trento                                                               | Italia                                                               | 90 - 89 dts                                                          | Turchia                                                              | Torneo amichevole                                                    | 0                                                                    | [ 9 ]                                                                |
| 05/08/2023                                                           | Trento                                                               | Italia                                                               | 79 - 61                                                              | Cina                                                                 | Torneo amichevole                                                    | 1                                                                    | [ 10 ]                                                               |
| Totale                                                               |                                                                      | Presenze                                                             | 4                                                                    |                                                                      | Punti                                                                | 14                                                                   |                                                                      |

## Palmarès

### Club

#### Competizioni giovanili
- Campionato italiano: 1

Reyer Venezia U18: 2015-16

#### Competizioni nazionali
- Campionato italiano: 2

Reyer Venezia: 2016-17
Virtus Bologna: 2024-25

#### Nazionale
- Europei Under-18: 
 Turchia 2016
- Mondiali Under-19: 
 Egitto 2017